# William Vane (1er vicomte Vane)
Pour les articles homonymes, voir William Vane (homonymie) et Vane (homonymie).
William Vane, 1er vicomte Vane (17 février 1682 – 20 mai 1734), est un homme politique anglais Whig.

## Biographie
Il est le troisième fils de Christopher Vane (1er baron Barnard), et d'Elizabeth Holles, fille de Gilbert Holles (3e comte de Clare) et la sœur de John Holles (1er duc de Newcastle). Il hérite d'une importante fortune de la famille de sa mère. Il est élu au Parlement pour le comté de Durham en 1708, un siège qu'il occupe jusqu'en 1710. En 1720, il est élevé à la Pairie d'Irlande comme baron Vane, de Dungannon dans le comté de Tyrone, et vicomte Vane. Ces titres ne l'ont pas empêché de siéger à la Chambre des Communes et en 1727, il est réélu pour Steyning. Le 15 mai 1734, il est élu Chevalier du comté de Kent. Toutefois, il meurt subitement cinq jours plus tard.
Il épouse Lucie Jolliffe, fille de William Jolliffe, de Caverswall Castle, dans le Staffordshire, en 1703. Il est mort à Fairlawne, Shipbourne, Kent, en mai 1734, et est remplacé comme vicomte par son seul fils survivant, William Vane (2e vicomte Vane). Son épouse est décédé en mars 1742.